# Francesc Pedra Argüelles
Francesc Pedra Argüelles (Sants, Barcelona, 11 de març del 1914 - l'Hospitalet de Llobregat, 12 de juny del 2000), també conegut com a Sisdits o el Badoc, va ser el líder, amb només 11 anys, de la «vaga dels nens» que es va organitzar l'any 1925, a les Cristalleries Planell, de l'antiga vila de Les Corts de Barcelona. El mateix barri li ha dedicat un carrer.
La ciutat on ha viscut, l'Hospitalet de Llobregat, també li ha dedicat el nom d'un parc, a ell i a la seva dona, Lola Peñalver, líder sindical.
Era fill de Francesc Pedra Grivé, teixidor anarquista, i Casimira Argüelles Antuña, asturiana filla de miner, de qui quedà orfe de molt jove.
La vaga del nens pretenia exigir que es paguessin les hores extres als aprenents del sector del vidre, i gràcies a l'aturada es va aconseguir al cap de dues setmanes de declarar-se, assolir el seu objectiu. Les condicions laborals de principis del segle XX eren una realitat molt crua, els nens començaven a treballar a partir dels 9 anys i les jornades laborals eren extremadament llargues.
L'estructura de les categories laborals eren com en el gremi artesanal, es començava per aprenent i s'escalava fins a arribar a ser mestre. Per aquest motiu, les tasques més senzilles s'atorgaven als aprenents, una de les quals era la d'escalfar els forns de la fàbrica, i això suposava que aquest col·lectiu hagués d'arribar una hora abans per encendre els forns i fer neteja tot i que aquestes tasques no eren retribuïdes.

## L'Hospitalet de Llobregat, la ciutat d'en Francesc
Quatre anys després de la coneguda com a «vaga dels nens», que va aconseguir paralitzar el sector del vidre a Barcelona, amb 15 anys en Francesc es convertí en delegat general de la Secció dels Forns de Vidre de la CNT.
A principis dels anys 30, Pedra entrà a treballar a Can Tarrida i començà a viure al barri de Santa Eulàlia de l'Hospitalet de Llobregat, que és la ciutat on viurà la resta de la seva vida. També hi tindrà una vida política i social activa; l'any 1931 va ser president del Sindicat d'Oficis Diversos de l'Hospitalet. A l'època de la República va participar activament en les activitats de l'Ateneu Llibertari «Pau i Amor» del barri de Santa Eulàlia i l'any 33 va ser membre del Comitè Revolucionari de la ciutat. La mateixa ciutat serà la que coneixerà la seva companya sentimental, Dolors Peñalver, amb qui posteriorment tindrà dos fills, tot i que un morí de xarampió.

## La Guerra Civil i l'exili
En l'aixecament feixista del juliol de 1936 tingué un paper actiu, com a membre del Comitè Revolucionari de Sants, que pretenia frenar el cop d'estat, actuant des del mateix Pedralbes fins a les Drassanes barcelonines. El 1939, Pedra es va allistar voluntari al front de l'Ebre i quan es perdé la batalla, creuà els Pirineus, i començaria el recorregut per una llarga llista de camps de refugiats i de concentració.
Va començar a Sant Cebrià, Agde, Clarmont d'Alvèrnia, Argelers, Carcassona i acabaria deportat a seixanta quilòmetres de Berlín, al camp de Magdeburg.

## El retorn
Acabada la guerra i alliberat del camp, Francesc Pedra volia refer la seva vida i retrobar-se amb la seva companya, i així doncs tornà a creuar c landestinament els Pirineus per arribar altre cop a l'Hospitalet de Llobregat. Serà doncs a finals dels anys 40 quan la parella tindrà el seu fill German.
Després del retorn a la seva ciutat, amb la dictadura espanyola a sobre, Francesc Pedra continuà «agitant consciències» des de la seva visió política d'anarquista a la societat amb petites accions quotidianes a l'àmbit sindical, entre amics o entre el veïnat, com per exemple, amonestant un jove per no cedir el seu seient amb una persona gran, homenatjant les senyores de la neteja, promovent les inquietuds culturals per sobre de les del futbol...
En els 70 serà un dels promotors del Centre Social de Can Vidalet i més endavant serà decisiu per la creació i desenvolupament de l'associació de veïns de Pubilla Cases, des d'on als anys 80  creà i dinamitzà el moviment de jubilats i pensionistes.